# Zelenkasta kolobarnica
Zelenkasta kolobarnica (znanstveno ime Tricholoma equestre) je gliva iz rodu kolobarnic (Tricholoma).

## Značilnosti
Klobuk ima v premeru od 4 do 10 cm. Je rumeno zelen ali rumeno rjav, v sredini temnejši, v mladosti stožčasto izbočen, pozneje ploščat, ima nepravilno valovit rob. Površina je gladka in gola ali drobno luskasta, mastna in zato pogosto polepljena z zemljo in iglicami.
Lističi so bledo rumenkasti do žvepleno rumeni, srednje gosti, tanki, zarezani ob betu vendar na dnu pritrjeni.
Bet je visok od 3 do 9 cm in debel do 3 cm. Je valjast in trden. Površina ima najprej vzdolžna vlakna, kasneje je gladka, rumene ali rumeno zelene barve.
Meso je trdo, krhko, belo in na zraku ne spremeni barve. Ima sladek okus po orehih in diši po sveže mleti moki

## Razširjenost in življenjski prostor
Zelenkasta kolobarnica je razširjena v Severni Ameriki in Evropi. V Sloveniji je razmeroma pogosta, v nekaterih evropskih državah, kot na primer v Nizozemski, Nemčiji, Poljski in Slovaški pa je na seznamu ogroženih vrst in je njeno nabiranje prepovedano.
Je mikorizna gliva. Raste od oktobra do decembra, v borovih gozdovih na peščenih tleh, skoraj vedno v skupinah, včasih skupaj s zimsko kolobarnico (Tricholoma portentosum). Skoraj ves razvoj gobe poteka pod zemljo in običajno le del klobuka štrli iz mahu in borovih iglic, zato jo je težko najti.

## Mikroskopske značilnosti
Trosni odtis je bele barve. Trosi so jajčasti, gladki in merijo 6–8 x 3,5–5 μm.

## Podobne vrste
- žveplena kolobarnica (Tricholoma sulphureum) ima rumeno meso, redke lističe in neprijeten vonj
- vretenasta kolobarnica (Tricholoma sejunctum) ima bolj olivno siv klobuk in se pojavlja predvsem v listnatih gozdovih,
- listnata kolobarnica (Tricholoma frondosae) raste pod topoli in smrekami.
- zelena mušnica (Amanita phalloides) je še posebej podobna, ko je mlada, sicer pa ima ovojnico v dnišču, visok bet z obročkom in proste lističe

## Uporabnost
Strupena. Prej je veljala za okusno užitno gobo in jo ponekod še vedno nabirajo za prehrano, čeprav je povezana z več smrtnimi primeri, ki so bili posledica uživanja v prekomernih količinah.
Znan je primer 56-letnega moškega iz Litve, ki je šest zaporednih dni užival zelenkaste kolobarnice v velikih količinah. Po zadnjem obroku so se pojavile huda utrujenost, bolečine v mišicah, slabost in obilno potenje. Njegovo stanje se je po hospitalizaiji poslabšalo in končalo s smrtnim izidom. Laboratorijski testi so pokazali povišano raven kreatin kinaze in jetrnih encimov, kar je indikacija za rabdomiolizo.